# Îlet Petite Biche
L'îlet Petite Biche est un îlet inhabité situé dans le Grand Cul-de-sac marin, appartenant administrativement à Sainte-Rose en Guadeloupe. 
Il fait partie du Parc national de la Guadeloupe.

## Géographie
Situé au nord-est de La Biche, il s'étend sur environ 212 m de longueur pour une largeur approximative de 65 m. Pratiquement immergé, il disparait progressivement.